# Lijst van nummer 1-albums in de Nederlandse Album Top 100 in 1998
Onderstaande albums stonden in 1998 op nummer 1 in de Mega Album Top 100, de voorloper van de huidige Nederlandse Album Top 100. De lijst werd wekelijks samengesteld door de Stichting Mega Top 100.
| Nummer | Datum        | Artiest                            | Titel                              |
| ------ | ------------ | ---------------------------------- | ---------------------------------- |
| 398    | 3 januari    | Céline Dion                        | Let's talk about love              |
|        | 10 januari   | Céline Dion                        | Let's talk about love              |
|        | 17 januari   | Céline Dion                        | Let's talk about love              |
|        | 24 januari   | Céline Dion                        | Let's talk about love              |
| 399    | 31 januari   | René Froger                        | Home again                         |
|        | 7 februari   | René Froger                        | Home again                         |
| 398    | 14 februari  | Céline Dion                        | Let's talk about love              |
| 400    | 21 februari  | Soundtrack / James Horner          | Titanic                            |
| 401    | 28 februari  | Eros Ramazzotti                    | Eros                               |
|        | 7 maart      | Eros Ramazzotti                    | Eros                               |
| 402    | 14 maart     | De Kast                            | Noorderzon                         |
|        | 21 maart     | De Kast                            | Noorderzon                         |
| 403    | 28 maart     | Madonna                            | Ray of light                       |
|        | 4 april      | Madonna                            | Ray of light                       |
| 400    | 11 april     | Soundtrack / James Horner          | Titanic                            |
| 404    | 18 april     | Frans Bauer                        | Wat ik je zeggen wil               |
|        | 25 april     | Frans Bauer                        | Wat ik je zeggen wil               |
|        | 2 mei        | Frans Bauer                        | Wat ik je zeggen wil               |
| 403    | 9 mei        | Madonna                            | Ray of light                       |
|        | 16 mei       | Madonna                            | Ray of light                       |
| 398    | 23 mei       | Céline Dion                        | Let's talk about love              |
|        | 30 mei       | Céline Dion                        | Let's talk about love              |
| 405    | 6 juni       | Total Touch                        | This way                           |
|        | 13 juni      | Total Touch                        | This way                           |
|        | 20 juni      | Total Touch                        | This way                           |
|        | 27 juni      | Total Touch                        | This way                           |
|        | 4 juli       | Total Touch                        | This way                           |
|        | 11 juli      | Total Touch                        | This way                           |
| 406    | 18 juli      | Acda en De Munnik                  | Acda en De Munnik                  |
|        | 25 juli      | Acda en De Munnik                  | Acda en De Munnik                  |
|        | 1 augustus   | Acda en De Munnik                  | Acda en De Munnik                  |
|        | 8 augustus   | Acda en De Munnik                  | Acda en De Munnik                  |
| 407    | 15 augustus  | Ilse DeLange                       | World of hurt                      |
| 408    | 22 augustus  | Marco Borsato                      | De bestemming                      |
|        | 29 augustus  | Marco Borsato                      | De bestemming                      |
|        | 5 september  | Marco Borsato                      | De bestemming                      |
|        | 12 september | Marco Borsato                      | De bestemming                      |
| 409    | 19 september | Acda en De Munnik                  | Naar huis                          |
|        | 26 september | Acda en De Munnik                  | Naar huis                          |
|        | 3 oktober    | Acda en De Munnik                  | Naar huis                          |
|        | 10 oktober   | Acda en De Munnik                  | Naar huis                          |
| 410    | 17 oktober   | De Dijk                            | Het beste van                      |
| 411    | 24 oktober   | Phil Collins                       | ...Hits                            |
|        | 31 oktober   | Phil Collins                       | ...Hits                            |
| 412    | 7 november   | Boyzone                            | Where we belong                    |
|        | 14 november  | Boyzone                            | Where we belong                    |
| 413    | 21 november  | U2                                 | The best of 1980 - 1990            |
|        | 28 november  | U2                                 | The best of 1980 - 1990            |
|        | 5 december   | U2                                 | The best of 1980 - 1990            |
|        | 12 december  | U2                                 | The best of 1980 - 1990            |
|        | 19 december  | U2                                 | The best of 1980 - 1990            |
|        | 26 december  | geen Mega Album Top 100 verschenen | geen Mega Album Top 100 verschenen |